# قریه ذومنحاز (روستا)
 قریه ذومنحاز  (در عربی:  قریة ذُومنحاز )
نام روستایی است در دهستان الَمغلاف از توابع استان جَوف در کشور یمن در شبه جزیره عربستان.

## جمعیت
جمعیت آن (۹۰ ) نفر (۷ خانوار) می‌باشد.